# Pad Bastille
Taj događaj Francuzi obilježavaju kao državni praznik sjećajući se 14. srpnja 1789. kada je jurišem revolucionarnih snaga osvojena zloglasna tvrđava Bastille, tamnica u pariškom predgrađu Saint Antoine. Poremećena ravnoteža između gospodarskih prilika i političkih ustanova bila je osnovni uzrok velikog narodnog nezadovoljstva u Francuskoj potkraj 18. stoljeća za vladavine kralja Louisa XVI. Želja režima da napuni državnu blagajnu novčanim oporezivanjem svih posjeda naišla je na otpor parlamenta i plemstva. Louis XVI. prognao je nepokorni parlament iz Pariza, no tada se otpor protudvora proširio na cijelu zemlju. Pokoleban i prestrašen takvim odgovorom, kralj je vratio parlament u Pariz. Tim gnjevom plemstva stvoren je početni udarac za rušenje kraljevske vlasti. Ustanci su nicali na sve strane. Događaju se i sukobi između plemstva i građana jer narod zbog nestašice kruha i nezaposlenosti napada transporte žita i vlastelinske spremnice hrane. Novi val nezadovoljstva počinje 5. svibnja 1789. kada kralj otvara zasjedanje Generalnih staleža u Versaillesu. Poslanici zahtijevaju donošenje novog ustava i 17. lipnja proglašavaju Narodnu skupštinu, što kralj pod pritiskom odobrava, ali istodobno potajno poziva vojna pojačanja. Kao odgovor na to pariška općina organizira nacionalnu gardu i 14. srpnja 1789. narod provaljuje u oružarnu Doma invalida, naoružava se puškama i topovima, te kreće na zloglasnu tamnicu Bastillu, simbol kraljevske samovlasti. Bastille, glomazna četverokatna građevina s osam kula povezanih debelim zidovima služila je od 14. stoljeća kao zatvor. Za kardinala Richelieua postala je omrznuta državna tamnica u kojoj su se žrtve bez optužbe i suđenja zatvarale, mučile i ubijale. Tako su tijekom puna dva stoljeća stradali protivnici apsolutističke vladavine i dvora. Zbog toga je dan pada Bastille – 14. srpnja proglašen najvećim francuskim narodnim blagdanom. Na mjestu nekadašnje tamnice iznikla je u naše vrijeme velebna operna palača istoga imena.
Padom Bastille istovremeno započinje Francuska revolucija.